# Maladera subtruncata
Maladera subtruncata är en skalbaggsart som beskrevs av Leon Fairmaire 1887. Maladera subtruncata ingår i släktet Maladera och familjen Melolonthidae. Inga underarter finns listade i Catalogue of Life.